# Stictonaclia andriai
Stictonaclia andriai är en fjärilsart som beskrevs av Griveaud 1964. Stictonaclia andriai ingår i släktet Stictonaclia och familjen björnspinnare. Inga underarter finns listade i Catalogue of Life.